# Fiat 421
Le Fiat 421 est un autobus typiquement urbain de très grande capacité, produit par le constructeur italien Fiat Bus à partir de 1973.
Lancé un an à peine après le Fiat 418, il a été créé pour une utilisation très polyvalente dans toutes les grandes villes d'Italie, pour un transport de masse dans les centres-villes. Sa capacité de transport est la plus importante jamais enregistrée sur un véhicule de cette catégorie : 117 places : 20 places assises, 2 de service (conducteur et contrôleur) et 95 places debout. Ce bus urbain a connu un très gros succès commercial. Sa robustesse légendaire et ses caractéristiques mécaniques de fiabilité feront que les derniers exemplaires de la société ATM Milan et ATAC Rome, qui en ont compté un très grand nombre dans leur parc, respectivement 490 et 440 exemplaires, ont été radiés en 2006 uniquement, soit après 34 ans de service. Nombreux sont les véhicules qui ont été exportés vers l'Afrique, en Érythrée notamment et qui circulaient encore tous en 2010.

## Histoire
En 1969, le groupe FIAT S.p.A. rachète le groupe Lancia qui comprend la division automobile et la division véhicules industriels Lancia Veicoli Speciali qui construit des camions et des autobus, civils et militaires. Lancia a acquis une grande expérience dans ce type de véhicule et a, comme dans le secteur automobile, fait preuve d'innovation.
Avec ce rachat, Fiat Bus récupère l'étude d'un nouvel autobus urbain de très grande capacité, évolution du Lancia 718, le Lancia 721. Le projet n'est pas encore abouti et le bureau d'études Fiat participe, avec les ingénieurs Lancia, à la fin de l'étude et sa mise au point. Plusieurs prototypes de la version 421A sont alors testés en 1972 et le nouveau modèle est présenté en 1973.
Ce véhicule marque un tournant dans la conception des autobus urbains. En effet, dans le but d'abaisser le plancher et donc faciliter l'accès, le moteur n'est plus placé à plat sous le plancher mais à l'avant, sur le côté gauche, c'est-à-dire sous le poste de conduite qui se trouve ainsi rehaussé avec une excellente visibilité. Le plancher se trouve ainsi abaissé à seulement 66 cm du sol ; un gain de quasiment 20 centimètres.
La suspension est entièrement pneumatique et donc beaucoup plus souple que les suspensions traditionnelles à lames ou ressorts et amortisseurs hydrauliques.
La transmission est assurée par un arbre en 3 tronçons entre le moteur, placé à plat à l'avant gauche et la boîte de vitesses placée à l'arrière plus un tronçon entre la boîte et le différentiel du pont portant abaissé sur l'essieu arrière.

### La législation italienne en matière de transports en commun
En Italie, les moyens de transport doivent respecter un nombre important de normes imposées par le code de la route, des transports publics :
- phares et feux - nombre, forme, implantation, puissance, etc.,
- dimensions extérieures du véhicule,
- accessibilité : 2 portes pour les autobus urbains de classe midi (jusqu'à 9 mètres de longueur), les autocars de ligne interurbaines et GT, 3 portes pour les autobus urbains de 11 mètres et 4 portes pour les autobus urbains de 12 mètres.
- le nombre d'essieux, deux pour les véhicules jusqu'à 11 mètres et trois au-delà, cette disposition a été modifiée en 1972 en repoussant la longueur autorisée à 12 mètres avec 2 essieux.
- la couleur : référence "ministérielle" bleu pour les autocars de ligne régulières, jaune pour les bus scolaires, orange pour les autobus urbains. Toute autre couleur unique ou panachée pour les autocars de tourisme et GT.
- aménagement intérieur : seuls des matériaux incombustibles doivent être employés d'où la présence quasi systématique de sièges en contreplaqué préformé ou matériau de synthèse dur dans les autobus urbains.

et doivent également respecter les cahiers des charges spécifiques de régies municipales qui portent sur des points particuliers d'aménagement.

### La présentation de la gamme Fiat 421 en 1973
Lors de la présentation officielle de la gamme Fiat 421 en 1973, le constructeur turinois a lancé plusieurs versions qui répondaient aux critères du "Centre National des Transports Publics" mais également aux cahiers des charges plus spécifiques des régies des transports des principales grandes villes italiennes comme Rome, Milan, Turin, Gènes, Naples ou Palerme.
- Le 1er modèle présenté fut le modèle 421A Cameri - Cameri : nom de la ville où est implantée l'usine de carrosserie et d'assemblage Fiat Bus. Cette version A de 11 mètres, dans sa livrée définitive orange « ministériel » disposait de 3 portes de 1.360 mm, à deux vantaux louvoyants intérieurs, configuration rare en Italie, habituée aux traditionnelles portes à soufflet. Un énorme indicateur de ligne trônait au dessus du pare-brise, intégré à la face avant, une première chez Fiat qui plaçait toujours l'indicateur de direction à l'intérieur en position haute à droite du pare-brise. Le diamètre des roues, 24 pouces, semblait énorme, pour les usagers habitués aux roues « Trilex » de 20 pouces. Les roues arrière étaient simples et non jumelées comme sur les autres autobus. Le pare-brise était bombé, type "vöv", identique à celui utilisé sur les Fiat 410 et son remplaçant le Fiat 418 et que les utilisateurs français ont découvert avec le Saviem SC10. Ce modèle répondait également au cahier des charges de l'ATM Milan.
- le 2e modèle présenté était proche du 421A ATM Milan mais avec un parebrise en éperon pour l'ATAC Roma qui avait toujours refusé le parebrise "vöv".
- le 3e modèle présenté était un véhicule de type 421AL de 12 mètres. Ce modèle ne sera jamais commercialisé en Italie car équipé d'un parebrise type "vöv". Il avait d'ailleurs une livrée couleur gris clair/orange. Il sera ne commercialisé que dans certaines grandes villes étrangères.
- le 4e modèle était une version 421AL de 12 mètres respectant le cahier des charges de l'ATM Turin et AMT Palerme , avec le parebrise en éperon. Ce modèle sera quasiment celui de base Fiat Cameri à l'exception de détails d'aménagement comme la lunette arrière d'un seul tenant, la vitre issue de secours sur le côté gauche et les clignotants arrière spécifiques.
- le 5e modèle était une version 421AL de 12 mètres respectant le cahier des charges de l'ATAC Roma avec la lunette arrière en deux parties équipées en issues de secours. La couleur des autobus du réseau romain ont conservé la couleur « ministérielle » bi-ton vert foncé/vert clair en vigueur à partir des années 1950 jusqu'en 1978, alors que l'orange était devenu la norme en 1972.

(Rappel : un pare-brise en éperon est plat mais saillant sur l'avant. La partie horizontale en saillie est vitrée et permet au chauffeur de s'approcher au plus près des véhicules le précédant sans risque de les heurter grâce à une visibilité parfaite sur l'avant bas.)

## Les modèles de série
La gamme Fiat 421 n'a connu qu'une seule série mais avec une variante corrective en 1974. En effet, à la suite des premiers retours d'expérience, la courbe de distribution de la puissance du moteur a été modifiée tout comme le freinage. Ces corrections mineures n'ont en rien modifié la structure ni l'esthétique du véhicule.
La série Fiat 421 a été commercialisée en deux versions :
- type A, d'une longueur de 11 mètres à un étage,
- type AL, d'une longueur de 12 mètres à un étage.

Tous les Fiat 421 étaient équipés du moteur Fiat 8210.12 de 13,798 cm3 développant 220 de puissance avec une boîte de vitesses automatique Fiat SRM DRS 0,9/13 avec convertisseur hydraulique.

## Les différentes versions
Comme de coutume en Italie, les constructeurs livrent des châssis motorisés aux carrossiers spécialisés. Le Fiat 421, en plus de la version constructeur avec carrosserie « Cameri » du nom de l'usine où était produit le véhicule, ne fera pas exception à cette règle et cette excellente base fut également disponible avec plusieurs carrosseries conçues et réalisées par
- Fiat-Cameri - Versions 421A et AL originelles du constructeur. Les versions répondant aux cahiers des charges spécifiques de Turin, Gènes, Rome et Palerme ont été produites en grande quantité.
- SEAC-Viberti - Version 421AL retenue uniquement par l'ATM Turin. Elle semble la moins réussie de toutes les versions réalisées sur la base 421. Certains observateurs l'ont jugée vieillotte et d'autres plus conforme au design des autobus des villes d'Europe du Nord ou Centrale.
- BCF-Pistoiesi - Les versions A et AL ont été choisies par l'ATM Milan. La première série A avec le pare-brise type "vöv" et toutes les suivantes à éperon.
- Menarini - Les versions 421A et AL destinées à l'ATC Bologne paraissent les plus simples de toutes. Non pas parce que les productions de Menarini Bus sont de type low-cost mais parce que le cahier des charges de l'ATC Bologne est ainsi. La version 421A de l'ATAC Roma sont particulièrement bien finis. Une curiosité : l'ATC Bologne n'a jamais homologué les parebrises en saillie "vöv" ou en éperon.

Une version à deux étages due à « Pistoiesi » vit le jour en 1974 sous forme d'un prototype, destiné aux trajets de banlieue, baptisé AS111. Il fut réalisé pour l'ATM de Milan qui ne le retint pas et le céda à la SAI de Treviglio, dans la lointaine banlieue de Milan, qui l'utilisa longuement et le conserve précieusement dans son musée.

## Les points faibles du Fiat 421
Ce véhicule a marqué une grande évolution dans le parc des autobus urbains italiens. En effet, ce fut un des tout premiers véhicules à disposer d'une longueur de 12 mètres. Précédemment, le code italien et les cahiers des charges des régies de transport limitaient la longueur à 11 mètres pour ne pas devoir, comme dans le passé, devoir utiliser des châssis à 3 essieux.
Son utilisation a donc été, de fait, inaugurée par les ATM - Régies des transports grandes villes, qui disposaient de grandes artères et avec un besoin de grande capacité de transport pour rentabiliser le véhicule. Le Fiat 418 qui était sur le marché depuis à peine une année était le moyen de transport urbain préféré en Italie.
Bien que le Fiat 421 ait été étudié en détail et reprenne des éléments mécaniques très éprouvés, comme le moteur, il a fait l'objet de quelques critiques :
- les conducteurs lui ont reproché une moindre maniabilité que son petit frère le Fiat 418. L'observateur attentif aura compris qu'un véhicule de 12 mètres ne puisse avoir un diamètre de braquage aussi court qu'un autobus de 11 mètres,
- la suspension entièrement pneumatique a posé des problèmes aux passagers, notamment ceux placés à l'arrière, peu habitués aux mouvements verticaux, quelques centimètres, lors des redémarrages aux arrêts. Ce même phénomène s'est produit avec les autobus Saviem SC10,
- la position du moteur à l'avant semblait déséquilibrer le véhicule dont l'arrière semblait plus léger, sans diminuer pour autant l'excellente tenue de route,
- le freinage de la toute première série était moins fort que celui ressenti par les conducteurs qui avaient apprécié le Fiat 418. Une modification a été apportée à partir de la « seconde série » en 1974,
- la puissance du moteur et son couple ont été jugés trop importants, bien que déjà bridée à 220 ch. Ce moteur Fiat 6 cylindres de 14 litres développait à la base 280 ch avec un couple de 110 mkg à 900 tours par minute. Un recalibrage de la distribution de la puissance et du couple a été opéré avec la « seconde série ».

## Curiosité
La plupart des Fiat 421 immatriculés en Italie ont été radiés après plus de 20 ans de service. La majorité des 120 Fiat 421AL de l'ATAC Rome a été cédée à Cuba en 2000 où certains sont encore en service en 2015.